# Эндре, Лена
Лена Эндре (швед. Lena Endre; род. 8 июля 1955) — шведская актриса кино и телевидения, известная, в первую очередь, в Швеции и Норвегии благодаря участию в фильме Лив Ульман Trolösa (2000) и фильмах, снятым по трилогии «Миллениум» Стига Ларссона. Дебют Эндре в англоязычном кинематографе состоялся в 2012 году фильме Пола Томаса Андерсона «Мастер», где главные роли сыграли Хоакин Феникс и Филип Сеймур Хоффман.

## Ранние годы
Эндре родилась в Лидингё, (лен Стокгольм). Детство провела в Хернёсанде (Онгерманланд) и Тролльбекене (Тиресё). Изучала морскую биологию, но бросила образование и устроилась на работу в музыкальный магазин, одновременно играя в любительском театре. В 1979 году работала в Teater Sputnik и театральной студии Инге Верна. В 1983 году поступила в Стокгольмскую академию исполнительского искусства.

## Карьера
По окончании в 1986 году Стокгольмской академии исполнительского искусства получила известность благодаря участию в шведских телесериалах 1980-х годов Varuhuset и Lorry. До этого, ещё студенткой, в 1984 году сыграла небольшую роль в триллере The Inside Man режиссёра Тома Клегга с Деннисом Хоппером в главной роли. Из сериала Varuhuset ушла, когда почувствовала, что слишком вжилась в своего персонажа. В 1987 году принята на работу в Королевский драматический театр.
С тех пор много снималась на телевидении и в кино, в первую очередь в Швеции и Норвегии.
Большую известность получила благодаря участию в фильме Лив Ульман Trolösa (Faithless, 2000), снятому по сценарию Ингмара Бергмана и участвовавшему в Каннском кинофестивале 2000 года. Также большое внимание привлекло исполнение ею роли прокурора Катарины Альселль, возлюбленной Курта Валландера, во втором сезоне сериала «Валландер». Эндре также снялась в двух фильмах датского режиссёра Симона Стахо: Dag och Natt (2004) и Himlens Hjärta (2008). Последний фильм принёс ей номинацию на национальную кинопремию Guldbagge как лучшей актрисе. Среди наиболее свежих работ Эндре — роль Эрики Бергер (швед. Erika Berger), редактора занимающегося журналистскими расследованиями издания Millenium из одноимённой кинотрилогии: «Девушка с татуировкой дракона», «Девушка, которая играла с огнем» и «Девушка, которая взрывала воздушные замки» (все — 2009) — снятой по мотивам книг Стига Ларссона.
Дебют Эндре на английском языке состоялся в фильме Пола Томаса Андерсона «Мастер» (2012), где главные роли сыграли Хоакин Феникс, Филип Сеймур Хоффман, Эми Адамси Лора Дерн.

## Награды
В 1997 году Лена Эндре получила премию Guldbagge как лучшая актриса второго плана, в 2000 году — как лучшая актриса.

## Личная жизнь
У Эндре двое детей от актёра Томаса Ханцона, отношения с которым продолжались с 1988 по 1998 год. Эндре была замужем за шведским режиссером Ричардом Хобертом с 2000 по 2012 год.

## Избранная фильмография
- The Visitors (1988)
- The Best Intentions (1992)
- Sunday’s Children (1992)
- Yrrol (1994)
- Kristin Lavransdatter (1995)
- Jerusalem (1996)
- Ogifta par — en film som skiljer sig (1997)
- In the Presence of a Clown (1997, TV)
- Ögat (1998)
- Faithless (2000)
- Gossip (2000)
- Musikk for bryllup og begravelser (2002)
- Alla älskar Alice (2002)
- Day and Night (2004)
- Göta kanal 2 — Kanalkampen (2006)
- Himlens Hjärta (2008)
- Wallander (Swedish TV series) (2009)
- The Girl with the Dragon Tattoo (2009)
- The Girl Who Played with Fire (2009)
- The Girl Who Kicked the Hornets' Nest (2009)
- Angel (2009)
- With Every Heartbeat (2011)
- The Master (2012)
- Limbo (2012)
- Echoes from the Dead (2013)
- A Hustler’s Diary (2017)
- Kingsman: The Golden Circle (2017)